# Limnohelina spinipes
Limnohelina spinipes är en tvåvingeart som först beskrevs av Walker 1849.  Limnohelina spinipes ingår i släktet Limnohelina och familjen husflugor. Inga underarter finns listade i Catalogue of Life.